# Oleg Romànixin
Oleg Mikhàilovitx Romànixin (nascut a Lviv el 10 de gener de 1952), és un jugador d'escacs ucraïnès, que va jugar sota bandera soviètica, i que té el títol de Gran Mestre Internacional des de 1976.
A la llista d'Elo de la FIDE de novembre de 2013, hi tenia un Elo de 2497 punts, cosa que en feia el jugador número 60 (en actiu) d'Ucraïna. El seu màxim Elo va ser de 2615 punts, a la llista de juliol de 1997 (posició 37 al rànquing mundial).

## Resultats destacats en competició
Va obtenir molts èxits en edat juvenil. Després de guanyar el Campionat d'Europa júnior el 1973, esdevingué Mestre Internacional el mateix any. El 1974 formà part de l'equip de l'URSS que guanyà el Campionat del món d'estudiants per equips a Teesside, Anglaterra, on hi va fer el millor resultat al quart tauler; (8/9 punts).
El 1975, va tenir un resultat espectacular al Campionat de la Unió Soviètica, on hi empatà al segon lloc amb Borís Gulko, Mikhaïl Tal i Rafael Vaganian, (el campió fou Tigran Petrossian). El 1976, fou ratificat el seu títol de GM. És un dels pocs jugadors soviètics importants que mai no arribaren a guanyar el Campionat de l'URSS (a més de ser 2n-5è el 1975, va fer-hi dos pòdiums més: 3r-5è el 1980/1981, i 3r el 1981).
Ha obtingut moltes victòries en torneigs internacionals, com ara Odessa 1974, Novi Sad 1975, Yerevan 1976, Hastings 1976/77, Leningrad 1977 (ex aequo amb Tal), Gausdal 1979, el Memorial Rubinstein a Polanica-Zdrój 1980, Lviv 1981 (ex aequo amb Tal), Jurmala 1983, Moscou 1985, Torneig de Reggio Emilia 1985-86 (empatat amb Andersson i Ljubojević, fou tercer per desempat) i Debrecen 1990. Va participar en el Campionat d'Hongria (obert) a Györ el 1990, i hi obtingué una impressionant victòria, acabant amb dos punts d'avantatge a la classificació final. També cal destacar segons llocs a Tilburg 1979 (rere Kàrpov) i Dortmund Sparkassen 1982 (rere Hort) així com un 3r lloc empatat a Sotxi 1982.
Tot i que actualment és menys actiu com a jugador de torneigs, ha mantingut un alt nivell competitiu, que fa que encara pugui guanyar torneigs menors en el circuit de Grans Mestres, com ara Solin-Split 2004 i el Torneig Hotel Petra (Roma) 2005. El 2012 fou quart al Torneig Internacional Forni di Sopra, a Forni di Sopra (el campió fou Iván Salgado).

### Participació en competicions per equips
Al segon Matx URSS vs Resta del món de 1984, va participar-hi com a suplent d'Artur Iussúpov, tot i que va perdre l'única partida que va disputar, contra l'anglès Tony Miles.
Ha participat en les Olimpíades d'escacs en representació de la Unió Soviètica el 1978, i posteriorment en representació d'Ucraïna durant els 1990, guanyant un total de dues medalles d'argent i dues de bronze. Al Campionat d'Europa per equips hi ha guanyat unes extraordinàries 6 medalles d'or i una d'argent. Al Campionat del món per equips hi ha participat en tres ocasions, representant Ucraïna: el 1993 a Lucerna (medalla d'argent per equips), el 1997 també a Lucerna, i el 2001 a Yerevan (medalla d'or per equips i medalla d'argent individual).

## Estil de joc i contribució a la teoria dels escacs
El seu estil de joc d'escacs ha estat descrit com a agressiu, i podria ser així com a resultat de l'entrenament que va rebre en edat juvenil. Juntament amb un grup d'altres aspirants a mestre, fou entrenat per primera vegada per Viktor Kart (un entrenador llegendari de l'Acadèmia d'Esports de Lviv) i després, li fou assignat un mestre com a tutor/mentor, que e el seu cas, fou Mikhaïl Tal, un excampió del món conegut pels seus escacs d'atac.
Pel que fa a la teoria d'obertures, té la reputació de fer servir sistemes rars, fora de la pràctica habitual, i, de vegades, sistemes descartats ja fa molt de temps. Mercès a una profunda investigació i una preparació exhaustiva, ha estat capaç d'emprar aquestes obertures com a armes per eludir la teoria coneguda i lluitar pel punt complet. Un exemple és 4.g3 a la defensa Nimzoíndia, un moviment anteriorment conegut en la dècada de 1930 i restablert per Romànixin en la dècada de 1970, la variant porta el seu nom en els actuals manuals d'obertures. Les variants recentment populars que sorgeixen d'un Ae7 ràpid a la defensa francesa, també foren emprades per primera vegada per ell (i l'australià John Kellner, MI postal) en la dècada de 1970 i han estat perfeccionats per jugadors de la talla d'Aleksandr Morozévitx i Nigel Short en la pràctica més recent.